# SQL
SQL (/ˈɛs kjuː ˈɛl/ ⓘ, hoặc /ˈsiːkwəl/ ⓘ; viết tắt của Structured Query Language), dịch là Ngôn ngữ truy vấn mang tính cấu trúc, là một loại ngôn ngữ máy tính phổ biến để tạo, sửa, và lấy dữ liệu từ một hệ quản trị cơ sở dữ liệu quan hệ. Ngôn ngữ này phát triển vượt xa so với mục đích ban đầu là để phục vụ các hệ quản trị cơ sở dữ liệu đối tượng-quan hệ. Nó là một tiêu chuẩn ANSI/ISO.

## Lịch sử
Từ một bài báo tham dự hội thảo khoa học A Relational Model of Data for Large Share Data Banks (tạm dịch là "Mô hình quan hệ cho dữ liệu dùng trong ngân hàng dữ liệu chia sẻ có khối lượng lớn") của tiến sĩ Edgar F. Codd xuất bản tháng 6 năm 1970 trong tạp chí Communications of the ACM của Hiệp hội ACM, một mô hình đã được chấp nhận rộng rãi là mô hình tiêu chuẩn dùng cho hệ thống quản lý cơ sở dữ liệu quan hệ.
Giữa những năm 1970, một nhóm các nhà phát triển tại trung tâm nghiên cứu của IBM tại San Jose phát triển hệ thống cơ sở dữ liệu "Hệ thống R" dựa trên mô hình của Codd. Structured English Query Language, viết tắt là "SEQUEL" (tạm dịch là "Ngôn ngữ truy vấn tiếng Anh có cấu trúc"), được thiết kế để quản lý và truy lục dữ liệu được lưu trữ trong Hệ thống R. Sau này, tên viết tắt SEQUEL được rút gọn thành SQL để tránh việc tranh chấp nhãn hiệu (từ SEQUEL đã được một công ty máy bay của UK là Hawker-Siddeley đăng ký). Mặc dù SQL bị ảnh hưởng bởi công trình của tiến sĩ Codd nhưng nó không do tiến sĩ Codd thiết kế ra. Ngôn ngữ SEQUEL được thiết kế bởi Donald D. Chamberlin và Raymond F. Boyce tại IBM, và khái niệm của họ được phổ biến để tăng sự chú ý về SQL.
Phiên bản cơ sở dữ liệu quan hệ phi thương mại, không hỗ trợ SQL đầu tiên được phát triển năm 1974.(Ingres from U.C. Berkeley.)
Năm 1978, việc thử nghiệm phương pháp được khởi đầu tại một cơ sở thử nghiệm của khách hàng. Cuộc thử nghiệm đã chứng minh được sự có ích và tính thực tiễn của hệ thống và đã chứng tỏ sự thành công của IBM. Dựa vào kết quả đó, IBM bắt đầu phát triển các sản phẩm thương mại bổ sung thêm SQL dựa trên nguyên mẫu Hệ thống R bao gồm System/38 (Hệ thống/38) (được công bố năm 1978 và được thương mại hóa tháng 8 năm 1979, SQL/DS (được giới thiệu vào năm 1981) và DB2 (năm 1983).
Cùng thời điểm đó Relational Software, Inc. (bây giờ là Oracle Corporation) đã nhận thấy tiềm năng của những khái niệm được Chamberlin and Boyce đưa ra và đã phát triển phiên bản Hệ quản trị cơ sở dự liệu quan hệ riêng của họ cho Navy, CIA và các tổ chức khác. Vào mùa hè năm 1979, Relational Software, Inc. giới thiệu Oracle V2 (Phiên bản 2), phiên bản thương mại đầu tiên hỗ trợ SQL cho máy tính VAX. Oracle thường xuyên được nhắc tới một cách không nghiêm túc vì đã tấn công thị trường của IBM trong 2 năm, nhưng việc táo bạo nhất trong quan hệ công chúng của họ là tấn công một phiên bản của IBM System/38 chỉ trong có vài tuần. Tương lai của Oracle đã được đảm bảo vì có sự quan tâm đáng kể của công chúng sau đó mới phát triển, trong khi đã có nhiều phiên bản của các nhà cung cấp khác.
IBM đã quá chậm trong việc phát triển SQL và các sản phẩm quan hệ, có lẽ vì ban đầu nó không dùng được trong môi trường Unix và máy tính lớn (Mainframe), và họ sợ nó sẽ làm giảm lợi nhuận thu được từ việc bán các sản phẩm cơ sở dữ liệu IMS (những sản phẩm dựa trên mô hình cơ sở dữ liệu định hướng chứ không phải cơ sở dữ liệu quan hệ) của mình. Trong lúc đó, Oracle vẫn đang phát triển, IBM đang phát triển System/38, được mong đợi là hệ cơ sở dữ liệu quan hệ đầu tiên của họ. Với năng lực và thiết kế tiên tiến của nó, người ta cho rằng nó có thể sẽ thay thế cho hệ thống Unix và máy tính lớn.
SQL được thừa nhận là tiêu chuẩn của ANSI (American National Standards Institute) vào năm 1986 và ISO (International Organization for Standardization) năm 1987. ANSI đã công bố cách phát âm chính thức của SQL là "ess kyoo ell", nhưng rất nhiều các chuyên gia cơ sở dữ liệu nói tiếng Anh vẫn gọi nó là sequel. Một quan niệm sai khác cũng được phổ biến rộng rãi đó là "SQL" là chữ viết tắt của "Structured Query Language" (Ngôn ngữ truy vấn có cấu trúc). Thực tế không phải như vậy!
Tiêu chuẩn SQL đã trải qua một số phiên bản:
| Năm  | Tên      | Tên khác | Chú giải                                                         |
| ---- | -------- | -------- | ---------------------------------------------------------------- |
| 1986 | SQL-86   | SQL-87   | Được công bố đầu tiên bởi ANSI. Được phê chuẩn bởi ISO năm 1987. |
| 1989 | SQL-89   |          | Thay đổi nhỏ.                                                    |
| 1992 | SQL-92   | SQL2     | Thay đổi lớn.                                                    |
| 1999 | SQL:1999 | SQL3     |                                                                  |
| 2003 | SQL:2003 |          |                                                                  |

## Các từ khóa SQL
Từ khóa SQL chia thành nhiều nhóm:

### Lấy dữ liệu
Thao tác sử dụng nhiều nhất trong một cơ sở dữ liệu dựa trên giao dịch là thao tác lấy dữ liệu.
- SELECT được sử dụng để lấy dữ liệu từ một hoặc nhiều bảng trong cơ sở dữ liệu, SELECT là lệnh thường dùng nhất của ngôn ngữ sửa đổi dữ liệu (tạm dịch) (tiếng Anh: Data Manipulation Language - DML). Trong việc tạo ra câu truy vấn SELECT, người sử dụng phải đưa ra mô tả cho những dữ liệu mình muốn lấy ra chứ không chỉ ra những hành động vật lý nào bắt buộc phải thực hiện để lấy ra kết quả đó. Hệ thống cơ sở dữ liệu, hay chính xác hơn là bộ tối ưu hóa câu truy vấn sẽ dịch từ câu truy vấn sang kế hoạch truy vấn tối ưu.
- Những từ khóa liên quan tới SELECT bao gồm:
  -     - FROM dùng để chỉ định dữ liệu sẽ được lấy ra từ những bảng nào, và các bảng đó quan hệ với nhau như thế nào.
    - WHERE dùng để xác định những bản ghi nào sẽ được lấy ra, hoặc áp dụng với GROUP BY.
    - GROUP BY dùng để kết hợp các bản ghi có những giá trị liên quan với nhau thành các phần tử của một tập hợp nhỏ hơn các bản ghi.
    - HAVING dùng để xác định những bản ghi nào, là kết quả từ từ khóa GROUP BY, sẽ được lấy ra.
    - ORDER BY dùng để xác định dữ liệu lấy ra sẽ được sắp xếp theo những cột nào.

Ví dụ sau về việc sử dụng câu lệnh SELECT để lấy danh sách những cuốn sách có giá trị. Câu truy vấn này sẽ truy lục tất cả các bản ghi trong bảng books với giá trị của cột price lớn hơn 100.00. Kết quả sẽ được sắp xếp theo thứ tự tăng dần của các giá trị trong cột title. Dấu (*) trong phần select list cho biết tất cả các cột của bảng books sẽ được lấy ra và thể hiện ở kết quả.
```
SELECT
 
*
 

FROM
 
books

WHERE
 
price
 
>
 
100
.
00

ORDER
 
BY
 
title
;

```

Ví dụ sau giải thích cách liên kết nhiều bảng, tập hợp các bản ghi trong câu truy vấn SQL, nó sẽ trả về danh sách các cuốn sách và số tác giả của từng cuốn sách. 
```
SELECT
 
books
.
title
,
 
count
(
*
)
 
AS
 
Authors

FROM
 
books

JOIN
 
book_authors
 

ON
 
books
.
isbn
 
=
 
book_authors
.
isbn

GROUP
 
BY
 
books
.
title
;

```

Kết quả của ví dụ trên giống như sau:
```
Title Authors
---------------------- -------
SQL Examples and Guide 3
The Joy of SQL 1
How to use Wikipedia 2
Pitfalls of SQL 1
How SQL Saved my Dog 1
```

(Ký tự gạch chân "_" thường được sử dụng trong tên bảng và tên cột để phân cách các từ vì các ký tự khác có thể mâu thuẫn với cú pháp SQL. Ví dụ như, dấu "-" có thể được hiểu là dấu trừ.)
Với điều kiện cột isbn là cột chung duy nhất của hai bảng và cột title chỉ tồn tại trong bảng books thì câu truy vấn trên có thể được viết lại theo mẫu sau:
```
SELECT
 
title
,
 
count
(
*
)
 
AS
 
Authors

FROM
 
books
 

NATURAL
 
JOIN
 
book_authors
 

GROUP
 
BY
 
title
;

```

Tuy nhiên nhiều nhà cung cấp không hỗ trợ các thức này, hoặc nó yêu cầu một số quy ước về tên cột nào đó. Như vậy, câu truy vấn trên không được phổ biến.

### Sửa đổi dữ liệu
Ngôn ngữ sửa đổi dữ liệu (Data Manipulation Language - DML), là một phần nhỏ của ngôn ngữ, có những thành phần tiêu chuẩn dùng để thêm, cập nhật và xóa dữ liệu delete data.
- INSERT dùng để thêm dữ liệu vào một bảng đã tồn tại.
- UPDATE dùng để thay đổi giá trị của một tập hợp các bản ghi trong một bảng.
- MERGE dùng để kết hợp dữ liệu của nhiều bảng. Nó được dùng như việc kết hợp giữa hai phần tử INSERT và UPDATE.
- DELETE xóa những bản ghi tồn tại trong một bảng.
- TRUNCATE Xóa toàn bộ dữ liệu trong một bảng (không phải là tiêu chuẩn, nhưng là một lệnh SQL phổ biến).

### Giao dịch
Giao dịch, nếu có, dùng để bao bọc các thao tác sửa đổi dữ liệu.
Giao dịch (transaction) là một tập các thao tác đi cùng với nhau. Trên môi trường khách/chủ (client/server) hay môi trường cơ sở dữ liệu phân tán việc đảm bảo tính đúng đắn của dữ liệu rất quan trọng. Ví dụ: Một người rút tiền khỏi tài khoản tại ngân hàng, thì tại thời điểm rút tiền, thao tác rút tiền khác phải bị từ chối. Các thao tác trên tài khoản đó có thể hình dung như sau:
```
 
Thao
 
tác
 
1
:
 
<
Mở
 
khóa
 
tài
 
khoản
>

 
Thao
 
tác
 
2
:
 
<
Thực
 
hiện
 
thao
 
tác
 
rút
 
tiền
>

 
Thao
 
tác
 
3
:
 
<
Khóa
 
tài
 
khoản
>

```

Để đảm bảo các thao tác 1-3 phải đi liền với nhau thì phải đưa vào trong một transaction
```
<
START
 
TRANSACTION
>

 
Thao
 
tác
 
1
:
 
<
Mở
 
khóa
 
tài
 
khoản
>

 
Thao
 
tác
 
2
:
 
<
Thực
 
hiện
 
thao
 
tác
 
rút
 
tiền
>

 
Thao
 
tác
 
3
:
 
<
Khóa
 
tài
 
khoản
>

<
END
 
TRANSACTION
>

```

Các lệnh liên quan đến giao dịch:
- BEGIN WORK (hoặc START TRANSACTION, tùy theo các ngôn ngữ SQL khác nhau) được sử dụng để đánh dấu việc bắt đầu một giao dịch dữ liệu (giao dịch dữ liệu đó có kết thúc hoàn toàn hay không).
- COMMIT dùng để lưu lại những thay đổi trong giao dịch.
- ROLLBACK dùng để quay lại thời điểm sử dụng lệnh COMMIT cuối cùng.

### SQL Injection
Là một cách chèn đoạn lệnh SQL vào để thực hiện việc vượt qua sự kiểm tra của mệnh đề WHERE. Ví dụ một câu truy vấn lấy tài khoản người dùng:
```
 
SELECT
 
ID
,
 
NAME
 
FROM
 
USERS
 
WHERE
 
USERNAME
=
'JONH'
 
AND
 
PASSWORD
=
'1234'

```

Câu trên chỉ có thể đúng nếu cặp USERNAME và PASSWORD tồn tại trong cơ sở dữ liệu. Câu trên có thể viết injection như sau:
thay cụm từ JONH thành:  ' OR 1=1 or''='  (lưu ý ký tự nháy đơn ') khi đó câu SQL sẽ trở thành:
```
 
SELECT
 
ID
,
 
NAME
 
FROM
 
USERS
 
WHERE
 
USERNAME
=
''
 
OR
 
1
=
1
 
or
''
=
''
 
AND
 
PASSWORD
=
'1234'

```

đoạn mã này hoạt động với bất cứ password nào. Việc phòng chống SQL Injection cũng không khó, chỉ cần chú ý khi viết là có thể chống lại được.

### Định nghĩa dữ liệu
Ngôn ngữ định nghĩa dữ liệu (Data Definition Language, viết tắt là DDL) là một trong những phần chính của ngôn ngữ truy vấn. Các câu lệnh này dùng để định nghĩa cấu trúc của cơ sở dữ liệu, bao gồm định nghĩa các hàng, các cột, các bảng dữ liệu, các chỉ số và một số thuộc tính khác liên quan đến cơ sở dữ liệu như vị trí của file. Các câu lệnh ngôn ngữ định nghĩa dữ liệu là thành phần chính trong các hệ quản lý dữ liệu và có sự khác biệt rất nhiều giữa các ngôn ngữ truy vấn trên các hệ khác nhau.

## Hệ thống cơ sở dữ liệu sử dụng SQL
- Danh sách các hệ quản trị cơ sở dữ liệu SQL